# Franz Georg Philipp Buchenau
Franz Georg Philipp Buchenau (Kassel, 12 gennaio 1831 – Brema, 23 aprile 1906) è stato un botanico tedesco.

## Biografia
Ha studiato presso l'Università di Marburgo e presso l'Università di Gottinga, e dal 1855 fu un insegnante di scuola a Brema. Nel 1864 fu co-fondatore dell'associazione per le scienze naturali di Brema.
Buchenau è autore di un'opera che parla della flora regionale delle Isole Frisone Orientali, Flora der Ostfriesischen Inseln, e di Brema/Oldenburg, Flora von Bremen und Oldenburg. Ha inoltre pubblicato una monografia completa sulla famiglia botanica Juncaceae, denominata Monographia Juncacearum.